# Hygropoda albolimbata
Espèce
Synonymes
- Dendrolycosa albolimbata Thorell, 1878

Hygropoda albolimbata est une espèce d'araignées aranéomorphes de la famille des Pisauridae.

## Distribution
Cette espèce est endémique d'Ambon aux Moluques en Indonésie.

## Description
La femelle holotype mesure 9,5 mm.

## Publication originale
- Thorell, 1878 : Studi sui ragni Malesi e Papuani. II. Ragni di Amboina raccolti Prof. O. Beccari. Annali del Museo Civico di Storia Naturale di Genova, vol. 13, p. 1-317 (texte intégral).